# 日向朝子
日向 朝子（ひゅうが あさこ、1978年- ）は、日本の映画監督・脚本家。東京都出身。

## 来歴
日本大学芸術学部映画学科監督コース在学中に短編映画を作り始め、卒業後は1年間CMの制作を経験、その後はフリーランスで映画の脚本や演出を始める。
2003年、短編映画『Finder』でショートピース!仙台短編映画祭審査員奨励賞受賞。同年、長編映画脚本『SEESAW』でサンダンス・NHK国際映像作家賞優秀賞や第3回京都国際学生映画祭奨励賞などを受賞。
2006年、中編映画『Presents〜合い鍵〜』が公開。2010年、初の長編映画『森崎書店の日々』が公開。

## 監督作品

### 映画
- SEESAW（2000年）短編
- 万・華・鏡（2001年）オムニバス中編
- Finder（2002年）短編
- プレリュード（2003年）短編
- ニワトリ（2004年）短編
- OVERCOAT&MITTEN（2005年）短編
- 大停電の夜に〜ナイト・オン・クリスマス〜（2005年）映画『大停電の夜に』を舞台にしたフェイク・ドキュメンタリー
- Presents〜合い鍵〜（2006年）
- ハヴァ、ナイスデー「WAITER」（2006年）短編
- 森崎書店の日々（2010年）
- 311仙台短篇映画祭制作プロジェクト『明日』「一枚の履歴書」（2011年）短編
- フォーゴットン・ドリームス（2011年）
- ご機嫌ななめ（2012年）短編
- 好きっていいなよ。（2014年）
- 短編シリーズ “BOLERO”JANUARY（2016年）
- 短編シリーズ “BOLERO”February（2016年）
- 短編シリーズ “BOLERO”MARCH（2016年）
- HARMONY（2019年）

### テレビドラマ
- 妄想姉妹〜文學という名のもとに〜 第4話・第8話（2009年、日本テレビ）
- 東京センチメンタル 第9話（2016年、テレビ東京）

### ショートムービー
- あの日の君に、（2016年）

### webムービー
- すぐネットPC だれだっけと言われる男（2011年）
- コロロデスクと小さな小さな物語（2012年）

### CM
- 環境省 小型家電リサイクル（2016年）
- 日清オイリオ 企業CM（2017年）

## 脚本作品
映画
- 青空のゆくえ（2005年）
- 吉祥寺の朝日奈くん（2011年）